# 羅哈廷區

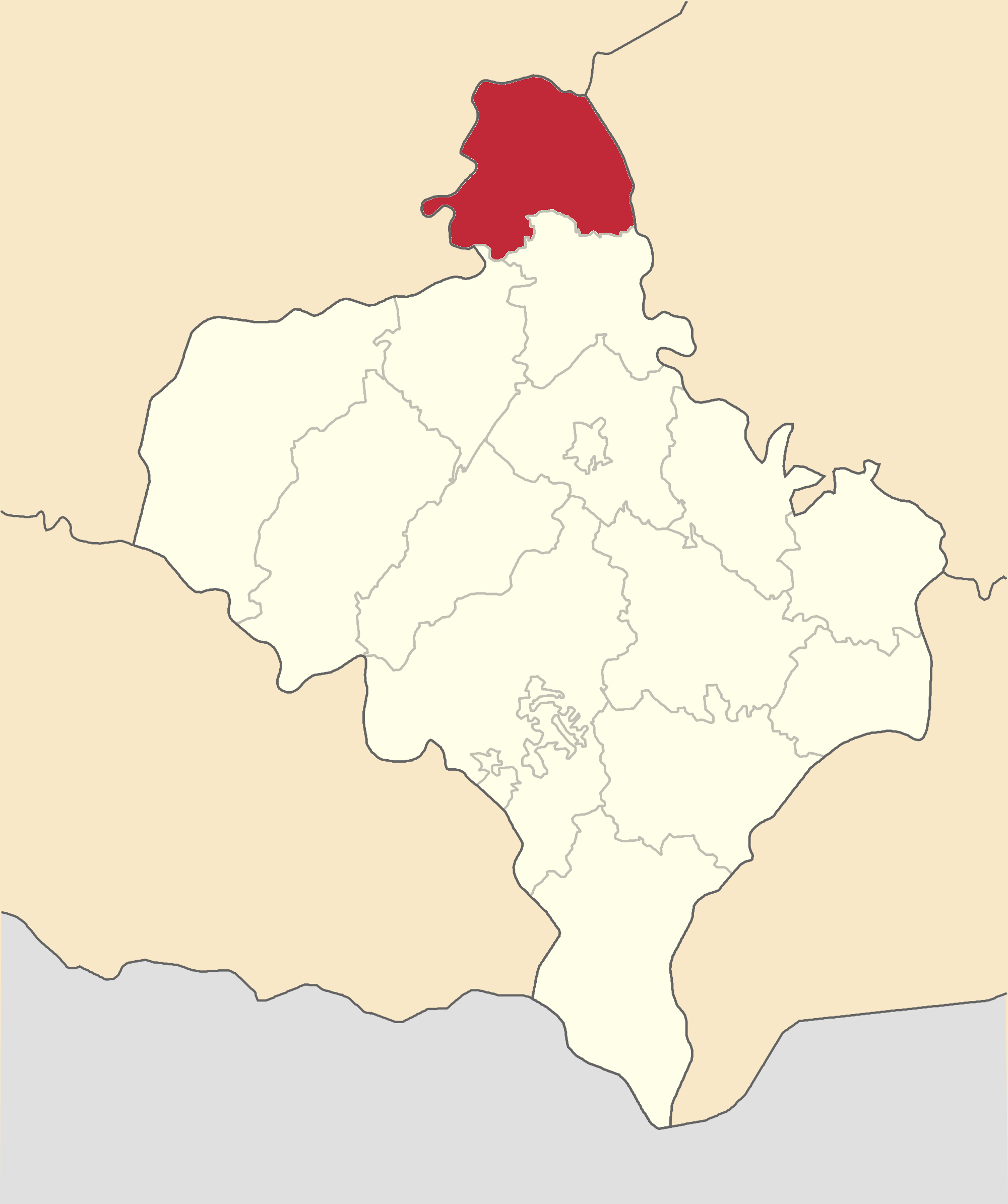
羅哈廷區在伊萬諾-弗蘭科夫斯克州的位置

49°22′48″N 24°38′18″E / 49.38000°N 24.63833°E
羅哈廷區（烏克蘭語：Рогатинський район）是烏克蘭西部伊萬諾-弗蘭科夫斯克州的一個旧區，行政中心設於羅哈廷；原面積815平方公里，2015年人口41,974人，人口密度每平方公里53.7人。该区在2020年7月18日乌克兰行政区划改革中被撤销，并入伊万诺-弗兰科夫斯克区。